# Evening (film)
Evening is een film uit 2007 onder regie van Lajos Koltai. De film is gebaseerd op een boek van Susan Minot, die ook meewerkte aan het scenario.
De film werd in Nederland positief ontvangen. Nederlands filmblad FilmValley vertelde over de film: "Mooi gespeeld drama over hoe te berusten in allesbepalende keuzes in de liefde". De film kreeg van het blad een 7,6/10.

## Verhaal
De film pendelt op en neer tussen 1954 en 1998. Ann is in 1954 een jongedame die op een tragische avond haar dierbare vriend, potentiële minnaar en boezemvriendin verliest door een tragisch ongeval. In 1998 worstelen haar twee ruziënde dochters met de raadselachtige opmerking van hun zieke en ijlende moeder: "'Harris en ik hebben Buddy vermoord'".
Ann is een jongedame die een periode doorbrengt in een luxe villa aan de Newport Beach, omdat haar hartsvriendin Lila zeer spoedig zal gaan trouwen met een rijkeluiszoon die meer wordt aanbeden door Lila's verwaande moeder dan door zijn toekomstige vrouw. Lila heeft absoluut geen gevoelens voor de man en verklaart de liefde aan Harris, een man die al sinds zijn jeugd wordt geadoreerd door zowel Lila als Ann en Lila's jongere broer Buddy.
Wanneer Ann en Harris een hartstochtelijke nacht beleven, breekt dit het hart van Buddy, die op zowel Ann als Harris verliefd is. Zo dronken als hij is, besluit hij van een klif in het water te springen. Het entertainmentgehalte ligt hierbij hoog, totdat Buddy nergens meer te bekennen is. Hoewel hij toch levend en ongedeerd opdaagt, confronteert een geschrokken Ann hem met het feit dat ze hem triest vindt. Niet veel later overlijdt een dronken Buddy als hij wordt aangereden.
De ooit zo hechte Ann, Lila en Buddy zijn nu compleet uiteengevallen en beginnen allemaal hun eigen leven te leiden. Lila trouwt met de man van wie ze nauwelijks houdt, Ann wordt een zangeres die twee kinderen krijgt en ook Harris trouwt en krijgt een gezin.
In 1998 ligt Ann op sterven aan een ziekte en wordt verzorgd door een nachtzuster en haar twee dochters, die niet goed met elkaar overweg kunnen. De oudste, Constance, is een getrouwde moeder van drie kinderen die neerkijkt op haar jongere zus Nina, die het maar niet lukt lang een vriendje of een baan te behouden. Ze peinst over het feit dat ze zwanger is, maar niet zeker weet of ze wel een kind wil en haar leven wil doorbrengen met de man met wie ze een kind zal krijgen.

## Rolverdeling

### 1954
- Claire Danes - Ann Lord
- Mamie Gummer - Lila Wittenborn
- Patrick Wilson - Harris Arden
- Hugh Dancy - Buddy Wittenborn
- Glenn Close - Mrs. Wittenborn
- Barry Bostwick - Mr. Wittenborn

### 1998
- Vanessa Redgrave - Ann Lord
- Toni Collette - Nina Lord
- Natasha Richardson - Constance Lord
- Eileen Atkins - De nachtzuster
- Ebon Moss-Bachrach - Luc
- Meryl Streep - Lila Wittenborn